# Canon van Zuid-Holland
De Canon van Zuid-Holland is een geschiedschrijving van de Nederlandse provincie Zuid-Holland in vijftig verhalen, samengesteld door het Provinciaal Historisch Centrum van het Erfgoedhuis Zuid-Holland. Het boek is op 5 juli 2011 ten doop gehouden in de Gevangenpoort in Den Haag. Online is een verkorte versie te raadplegen.
Na de Canon van Nederland, die in oktober 2006 werd gepresenteerd, volgden de provincies met hun eigen regionale canons van (meestal vijftig) bepalende of representatieve historische gebeurtenissen. De Canon van Zuid-Holland kwam als laatste gereed. Het voorwoord opent met een relativerende observatie die de geschiedenis van Zuid-Holland in een groter kader plaatst: "Van alle Nederlandse provincies is het 'provinciegevoel' in Zuid-Holland waarschijnlijk het slechtst ontwikkeld. Terwijl inwoners van Zeeland, Limburg of Groningen graag Zeeuwen, Limburgers of Groningers zijn, noemen maar weinigen in onze provincie zich Zuid-Hollander." De gegeven verklaring voor deze gebrekkige Zuid-Hollandse identiteit is dat de geschiedenis van de provincie "vaak parallel" met de geschiedenis van Nederland loopt en dat er "veel grote steden" zijn waarmee de Zuid-Hollanders zich eerder associëren. In 2008 verscheen al de Leidse Canon. De Goudse Canon, de Canon Leidschendam-Voorburg en de Canon van Voorne-Putten en Rozenburg kwamen uit in 2009. In 2010 werd ook een Canon van het Rijnland uitgebracht. In 2020 volgde de canon van Hollands oudste stad, Dordrecht en in 2024 die van de grootste stad, Rotterdam.
De geïllustreerde Canon van Zuid-Holland is in het bijzonder bedoeld voor gebruik in het onderwijs. Een van de voornaamste samenstellers, Johan Knoester, was jarenlang docent geschiedenis aan het Rotterdamsch Lyceum.

## Vensters
De titels van de vijftig kaders, vensters geheten in het canonjargon, zijn:
1. Trijntje uit de prehistorie, 5500 v.Chr.
2. Vlaardingencultuur, 3500-2500 v.Chr.
3. Romeinen in Zuid-Holland, 50 v.Chr.-300
4. De komst van het christendom, 690
5. Het Hollandse Gravenhuis, ca. 900-1300
6. De Leidse Burcht, ca. 1000: Het eerste kasteel
7. Priester Hendrik, ca. 1100: Het ontstaan van het 'cope landschap'
8. Van polderbestuur naar hoogheemraadschap, 13e-14e eeuw
9. Dordrecht krijgt stadsrechten, 1220: Hollandse steden
10. Jacoba van Beieren, 1401-1436
11. Sint Elizabethsvloeden, 1421 en 1424
12. Haringvisserij, Vanaf de middeleeuwen
13. Erasmus en Coornhert, 16e eeuw: Hollandse verdraagzaamheid
14. Jan de Bakker, 16e eeuw: Oprukkend protestantisme
15. De Goudse Glazen, 1555-1603
16. De Opstand, Belangrijke momenten tussen 1572 en 1584
17. Universiteit Leiden, vanaf 1575
18. Cornelis de Houtman en Olivier van Noort, ca. 1600: Ontdekkingsreizigers
19. Zuid-Hollandse buitenplaatsen, 17e-18e eeuw
20. Anthonie van Leeuwenhoek en Christiaan Huygens, 17e-eeuwse wetenschappers
21. Spinoza en Bayle, 17e eeuw: Invloedrijke filosofen
22. De onthoofding van Johan van Oldenbarnevelt, 1619
23. De Statenvertaling van de Bijbel, 1635
24. De Lakenhal van Leiden, 1640
25. De Trekvaart Haarlem-Leiden, 1657
26. Vermeers Gezicht op Delft, ca. 1660: Hollandse meesters
27. De moord op de gebroeders (Cornelis en Johan) De Witt, 1672
28. Oude Hollandse Waterlinie en Fort Wierickerschans, 1672-1673
29. Molens van Kinderdijk, ca. 1740
30. De uitleenbibliotheek van Hendrik Scheurleer, 1757: Verlichting voor het individu
31. Exercitiegenootschap 'De Vrijheid' uit Dordrecht en de komst van de 'groene bankjes', 1783: Verlichte politieke idealen
32. De Bollenstreek, 19e eeuw
33. De Kruitschipramp van Leiden 1807: De eerste 'Nationale Ramp'
34. Willem Frederik van Oranje landt bij Scheveningen, 1813
35. Eerste badhuis in Scheveningen, 1818: De opkomst van het strandtoerisme
36. De droogmaking van de Zuidplas, 1839
37. De splitsing van Holland, 1840
38. Technische Universiteit Delft, 1842
39. Gerrit Lalleman, 1855: Protest tegen kinderarbeid
40. De Haagse School, ca. 1860-1880
41. De Nieuwe Waterweg en de groei van Rotterdam, 1872
42. Den Haag en Nederlands Indië, 20e eeuw
43. De Kuip, 1937
44. Zuid-Holland in de Tweede Wereldoorlog, 1940-1945
45. Watersnoodramp, 1953
46. De eerste moskee, 1955
47. Popcultuur: Haagse 'beats' en Kralingen, Jaren 1960-1970
48. Opkomend milieubewustzijn, ca. 1963
49. Van Brienenoordbrug, 1965: Symbool van een dichtslibbende infrastructuur
50. Maeslantstormvloedkering, 1997: De Deltawerken voltooid

## Gegevens
J. Knoester, R. Pots, K. de Vries en M. Wellenberg (2011) Canon van Zuid-Holland, de geschiedenis van Zuid-Holland in 50 verhalen, Erfgoedhuis Zuid-Holland. ISBN 9789077842591